# Melocotón de Calanda

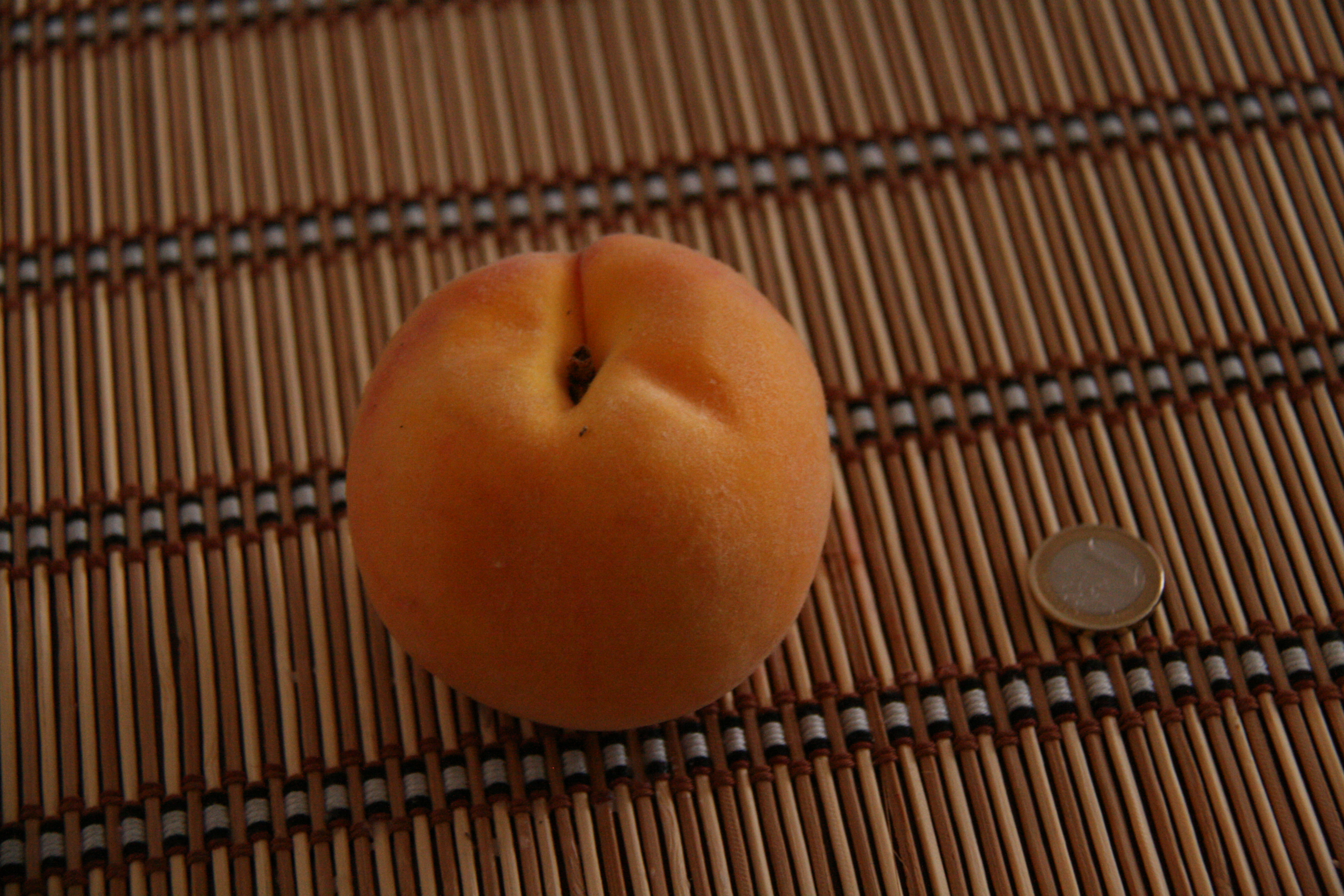
Melocotón de Calanda.

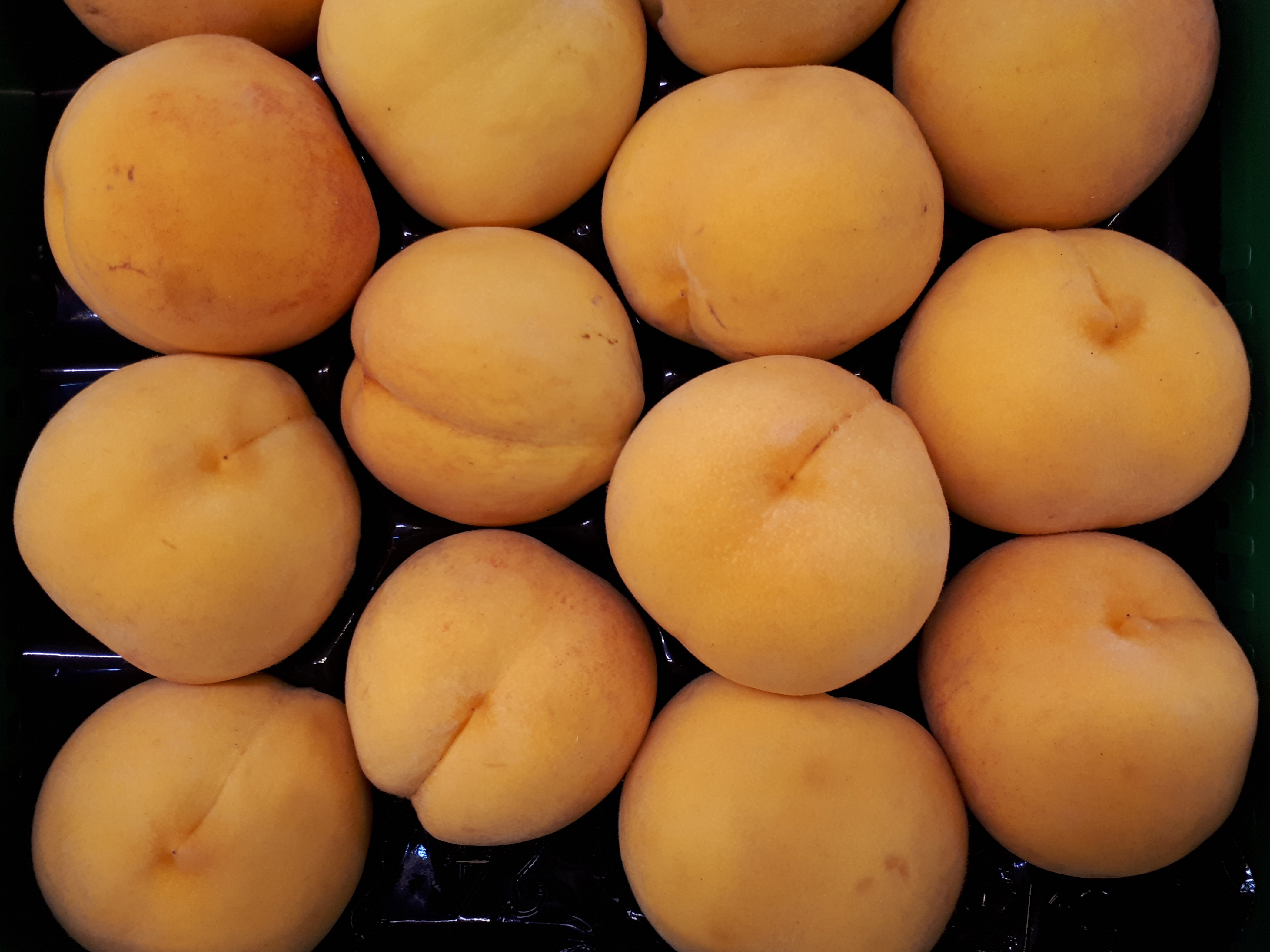
Melocotones de Calanda, dispuestos en caja para su comercialización.

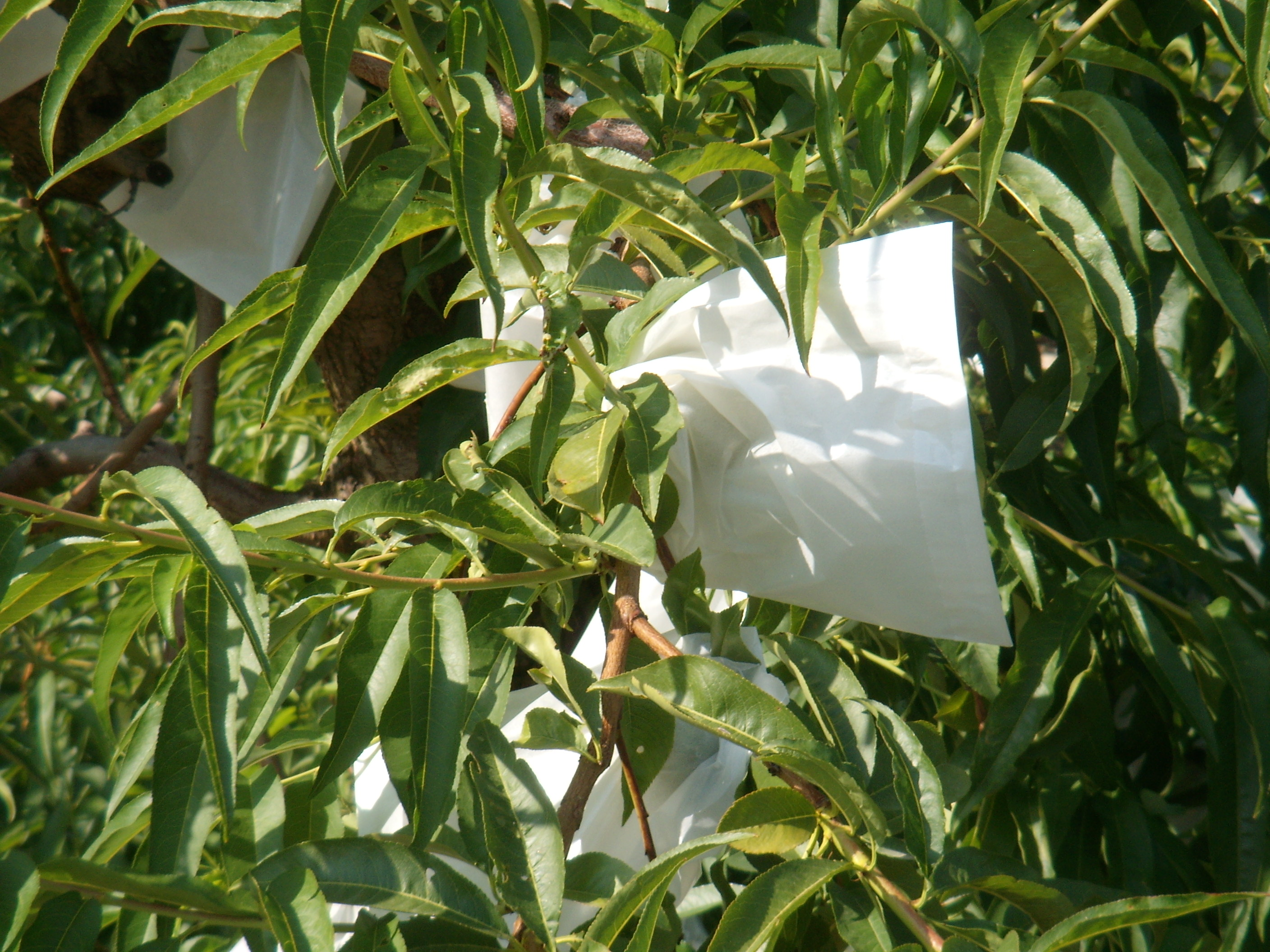
Melocotón de Calanda, embolsado en el árbol a la espera de su maduración.

Melocotón de Calanda es una Denominación de Origen Protegida del fruto denominado Prunus persica, hecho en el Bajo Aragón de la provincia de Teruel y, más concretamente, en la localidad de Calanda y sus aledaños. Su producción se remonta a la Edad Media. 

## Descripción
El melocotón tardío (o como se denomina en Aragón "tardano") con Denominación de Origen Protegida llamado «Melocotón de Calanda» se cultiva de forma tradicional, caracterizándose por el proceso de embolsado previo a su maduración; es reconocible por su tamaño, un color amarillo uniforme y sin estrías, su exquisito aroma y un sabor dulce propio.

### Denominación de Origen Protegida
La Denominación de Origen Protegida (DOP) designa el nombre de un producto cuya producción, transformación y elaboración deben realizarse en una zona geográfica determinada, con unos conocimientos específicos reconocidos y comprobados.
En el mercado se entiende por "Melocotón de Calanda" a los frutos comercializados con el sello del Consejo Regulador de la especie Prunus persica Sieb. & Zucc, procedentes de la variedad autóctona «Amarillo tardío» y sus clones seleccionados «Jesca», «Evaisa» y «Calante», cultivados en la zona suroriental de la depresión del Ebro entre las provincias de Teruel y Zaragoza, empleando la técnica tradicional del embolsado individual de los frutos en el árbol, el cual se realiza entre los meses de junio y julio, debiendo permanecer la bolsa de papel parafinado hasta el momento de la manipulación protegiendo de esta forma al producto de tratamientos, caídas y plagas. 
El fruto es acondicionado, envasado y transformado en la zona de producción. La producción de este singular fruto aparece ya descrita en documentos medievales bajo las formas de présec o priscos. En 1895 el botánico José Pardo Sastrón realiza una descripción de la producción del "Melocotón de Calanda". La expansión de este cultivo, originario de árboles autóctonos, se inició en los años 50 coincidiendo con el tradicional embolsado del fruto, con un incremento máximo de superficie en las décadas de los años 70 y 80, donde se llegaron a rozar las 3000 ha.